# Sertã
Sertã (sɨɾ'tɐ̃) è un comune portoghese di 16 720 abitanti situato nel distretto di Castelo Branco.

## Società

### Evoluzione demografica
| Popolazione di Sertã (1801 – 2004) | Popolazione di Sertã (1801 – 2004) | Popolazione di Sertã (1801 – 2004) | Popolazione di Sertã (1801 – 2004) | Popolazione di Sertã (1801 – 2004) | Popolazione di Sertã (1801 – 2004) | Popolazione di Sertã (1801 – 2004) | Popolazione di Sertã (1801 – 2004) | Popolazione di Sertã (1801 – 2004) |
| ---------------------------------- | ---------------------------------- | ---------------------------------- | ---------------------------------- | ---------------------------------- | ---------------------------------- | ---------------------------------- | ---------------------------------- | ---------------------------------- |
| 1801                               | 1849                               | 1900                               | 1930                               | 1960                               | 1981                               | 1991                               | 2001                               | 2004                               |
| 10235                              | 13456                              | 20380                              | 24057                              | 27997                              | 21503                              | 18199                              | 16720                              | 16208                              |

## Freguesias
|    | Nome                  | Popolazione | Superficie km² | Densità abitanti/km² |
| -- | --------------------- | ----------- | -------------- | -------------------- |
| 1  | Cabeçudo              | 999         | 9,95           | 100,4                |
| 2  | Carvalhal             | 613         | 9,84           | 62,3                 |
| 3  | Castelo               | 1 163       | 24,62          | 47,2                 |
| 4  | Cernache do Bonjardim | 3 283       | 72,06          | 45,6                 |
| 5  | Cumeada               | 573         | 23,10          | 24,8                 |
| 6  | Ermida                | 301         | 27,98          | 10,8                 |
| 7  | Figueiredo            | 286         | 14,70          | 19,5                 |
| 8  | Marmeleiro            | 304         | 29,70          | 10,2                 |
| 9  | Nesperal              | 335         | 7,74           | 43,3                 |
| 10 | Palhais               | 346         | 22,04          | 15,7                 |
| 11 | Pedrógão Pequeno      | 916         | 42,75          | 21,4                 |
| 12 | Sertã (freguesia)     | 5 500       | 81,71          | 67,3                 |
| 13 | Troviscal             | 1 134       | 54,06          | 21,0                 |
| 14 | Várzea dos Cavaleiros | 968         | 32,88          | 29,4                 |

## Gastronomia
Il comune è noto per la produzione del «Maranho da Sertã», un insaccato preparato utilizzando come budello uno stomaco di capra o di pecora (denominato bandouga), riempito con una miscela di ingredienti.
Questo prodotto riveste una notevole importanza per l’economia locale. Nel 2014 si contavano almeno «17 aziende produttrici di maranho nel territorio del comune», e in quell’anno le vendite di maranho hanno «superato i 57 000 chilogrammi». 
Il «Maranho da Sertã» è citato ed elogiato da innumerevoli quotidiani, libri e altre pubblicazioni, che lo definiscono uno degli elementi più caratteristici della gastronomia regionale e un motivo per visitare la regione.